# Coppull
Coppull – wieś w Anglii, w hrabstwie Lancashire, w dystrykcie Chorley. Leży 34 km na północny zachód od miasta Manchester i 291 km na północny zachód od Londynu. W 2001 miejscowość liczyła 7637 mieszkańców.